# Strellc i Epërm (ort i Kosovo)
Strellc i Epërm är en ort i Kosovo. Den ligger i den västra delen av landet, 70 km väster om huvudstaden Priština. Strellc i Epërm ligger 624 meter över havet och antalet invånare är 6 100.
Terrängen runt Strellc i Epërm är varierad, och sluttar österut. Runt Strellc i Epërm är det ganska tätbefolkat, med 222 invånare per kvadratkilometer. Närmaste större samhälle är Deçan, 4,3 km söder om Strellc i Epërm. Omgivningarna runt Strellc i Epërm är en mosaik av jordbruksmark och naturlig växtlighet.